# Liste der Bodendenkmäler in Kalkar
Die Liste der Bodendenkmäler in Kalkar enthält die denkmalgeschützten unterirdischen baulichen Anlagen, Reste oberirdischer baulicher Anlagen, Zeugnisse tierischen und pflanzlichen Lebens und paläontologischen Reste auf dem Gebiet der Stadt Kalkar im Kreis Kleve in Nordrhein-Westfalen (Stand: April 2019). Diese Bodendenkmäler sind in Teil B der Denkmalliste der Stadt Kalkar eingetragen; Grundlage für die Aufnahme ist das Denkmalschutzgesetz Nordrhein-Westfalen (DSchG NRW).
| Bild           | Bezeichnung                              | Lage                 | Beschreibung | Bauzeit | Eingetragen seit | Denkmal- nummer |
| -------------- | ---------------------------------------- | -------------------- | --- | ------- | ---------------- | --------------- |
|                | Reeser Schanz                            |                      | Befestigung aus der Neuzeit. |         | 13.09.1989       | KLE 158         |
|                | Rückstaudeich Wisselward                 |                      | |         | 13.09.1989       | KLE 163         |
| BW             | Kollegiatstiftskirche St. Clemens Wissel | Wissel Karte         | |         | 13.09.1989       | KLE 167         |
|                | Hofanlage Kemnader Hof                   |                      | |         | 13.09.1989       | KLE 166         |
| BW             | Römisches Lager Burginatium              | Altkalkar Karte      | |         | 10.09.1992       | KLE 102         |
|                | Rückstaudeich Wissel                     |                      | |         | 13.09.1989       | KLE 164         |
|                | Deich, Siedlung                          |                      | |         | 13.09.1989       | KLE 165         |
|                | Mühlenstumpf                             |                      | |         | 13.09.1989       | KLE 171         |
|                | Landwehr                                 |                      | |         | 13.09.1989       | KLE 030         |
|                | Wurt                                     | östlich von Hönnepel | Wurt aus dem Mittelalter. |         | 13.09.1989       | KLE 083         |
| Burg Bötzelaer | Burg Bötzelaer                           | Appeldorn Karte      | |         | 13.09.1989       | KLE 073         |
|                | Burg Hönnepel                            |                      | Wasserburg aus dem Mittelalter. |         | 13.09.1989       | KLE 084         |
| weitere Bilder | Monreberg                                | Karte                | |         | 13.09.1989       | KLE 072         |
|                | Wurt                                     |                      | |         | 13.09.1989       | KLE 025         |
|                | Stadtbefestigung Kalkar                  |                      | |         | 20.08.1992       | KLE 172         |
|                | Siedlung Kalkar                          |                      | |         | 20.08.1992       | KLE 173         |
|                | Römisches Lager am Monreberg             |                      | |         | 26.02.2008       | KLE 185         |
|                | Bylerwardscher Deich                     | Bylerward            | Das Bodendenkmal besteht aus der Substanz des historischen Deiches – also aus Schichten und Bodenveränderungen sowie möglichen hölzernen Konstruktionen, überschütteten Geländeoberflächen, Funden, Pollen und anderen Pflanzenresten, die im Zusammenhang mit seiner Errichtung, Nutzung und Veränderung im Laufe der Jahrhunderte entstanden bzw. in den Boden gelangten – einschließlich der Schleuse sowie den angrenzenden natürlichen Sedimenten. |         | 17.06.2010       | KLE 250         |